# محمد حلیم فدایی
محمد حلیم فدایی (انگلیسی: Mohammad Halim Fidai؛ زادهٔ ۲۸ دسامبر ۱۹۷۰) سیاستمدار اهل افغانستان است. والی اسبق ولایت میدان وردک و دارای مدرک ماستری (کارشناسی ارشد) است. در ۲۹ ثور ۱۳۹۴ براساس پیشنهاد اداره مستقل ارگان‌های محلی و حکم محمداشرف غنی رئیس‌جمهوری اسلامی افغانستان به حیث والی ولایت لوگر به عوض نیاز محمد امیری منظور گردید. در حال حاضر وی از ژولیه ۲۰۲۰ والی پکتیا است.